# Conostigmus difformis
Conostigmus difformis is een vliesvleugelig insect uit de familie van de Megaspilidae. De wetenschappelijke naam van de soort is voor het eerst geldig gepubliceerd in 1832 door Carl Henrik Boheman.